# Куйбышевская железная дорога

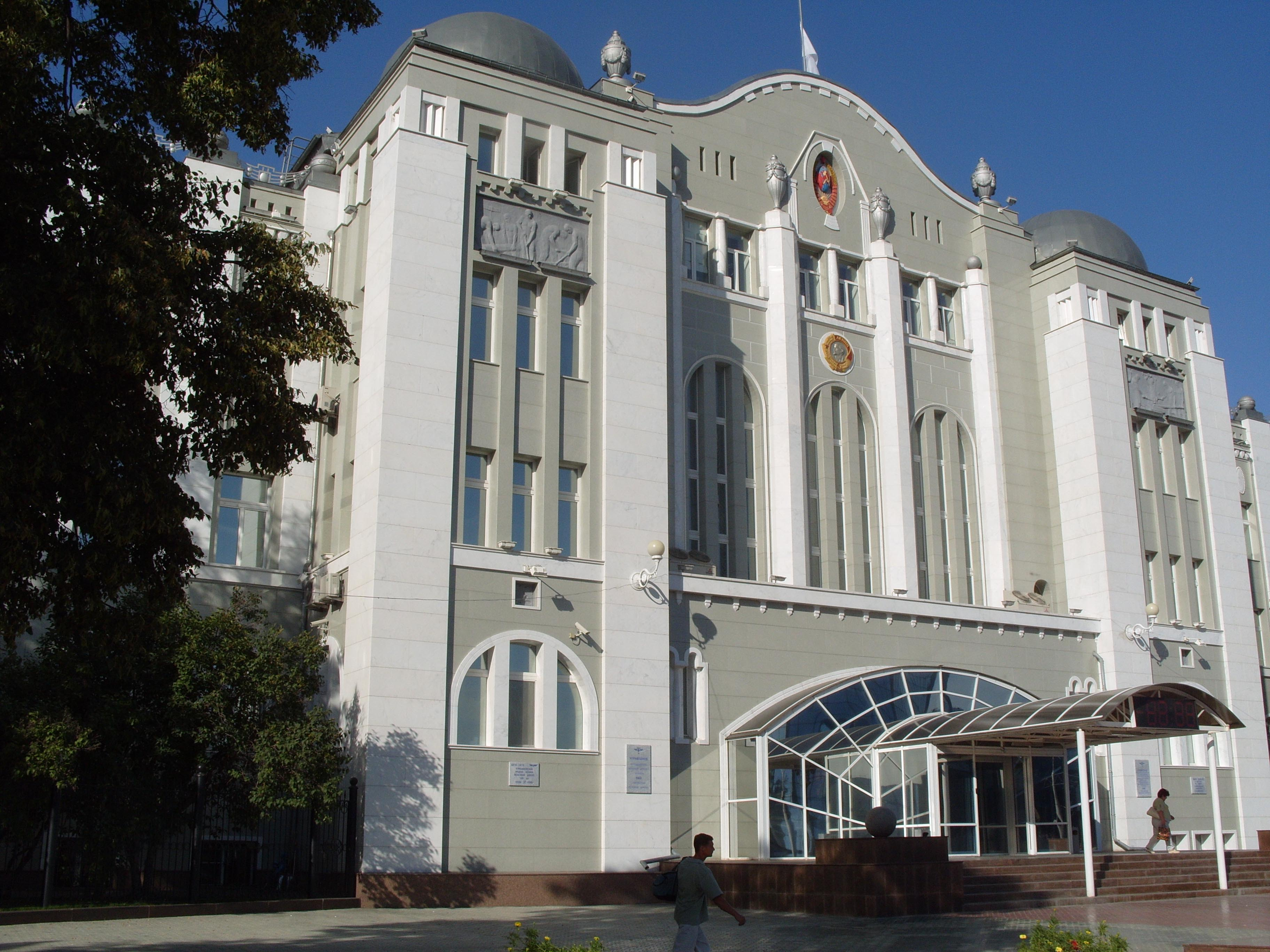
Управление Куйбышевской дороги на Комсомольской площади в Самаре

Ку́йбышевская желе́зная доро́га (КбшЖД) — один из 16 территориальных филиалов ОАО «Российские железные дороги», обслуживающий железнодорожную инфраструктуру в регионах Среднего Поволжья. Дорога образована в 1936 году из Самаро-Златоустовской железной дороги, ряда участков Московско-Казанской железной дороги и бывшей Сызрано-Вяземской железной дороги, до 15 мая 1953 года называлась железной дорогой имени В. В. Куйбышева. Управление дороги находится в Самаре.
Первый участок открыт 25 октября 1874 года. Общая протяжённость путей 11 502,5 км, в том числе главных 7 234,8 км.
Обслуживает крупнейшие автомобильные заводы в Ульяновске, Набережных Челнах и Тольятти. Кроме того в регионе дороги находятся крупнейшие нефтеперерабатывающие заводы, заводы химической промышленности и оборонные предприятия.
Большая часть дороги электрифицирована постоянным током (3 кВ) или не имеет электрификации вообще. Переменный ток (25 кВ) используется только на трёх небольших участках, примыкающих к смежным филиалам РЖД – ПРВ, ЮВС, ЮУР ЖД – и обслуживающихся электроподвижным составом этих дорог, поскольку у Куйбышевской железной дороги нет своих локомотивов и электропоездов, работающих на переменном токе. По этой причине на дороге имеются четыре станции стыкования родов тока – Инзер, Пенза I, Пенза III, Сызрань I.

## История

Здание железнодорожной больницы и Комсомольская площадь в г. Самаре

Первый участок современной Куйбышевской железной дороги (Ряжск — Моршанск) был построен в 1867 году по инициативе тамбовских помещиков и предпринимателей. Вскоре встал вопрос о соединении участка с рекой Волгой. 25 октября (по новому стилю) 1874 года в торжественной обстановке была сдана в эксплуатацию Моршано-Сызранская железная дорога. Протяжённость Моршанско-Сызранской железной дороги составляла 485 вёрст (517 км). На линии было задействовано 42 паровоза, 47 аппаратов Морзе, в эксплуатации находилось 530 товарных, 52 пассажирских и 15 багажных вагонов. За сутки по дороге пропускали одну пару пассажирских и три пары товарных поездов до 120 т.
В 1877 году линия была продолжена до станции Кинель, через Волгу, где была налажена переправа пассажиров, грузов и багажа летом на пароходах, а зимой на санях по льду. В 1880 году по проекту профессора Н. А. Белелюбского для переправы через Волгу был построен Александровский мост, самый длинный в Европе и самый технически совершенный для того периода. В 1877 году на станции Самара была основана дорожная медицинская служба.
В 1888 году дорога от станции Кинель продлена до Уфы, в 1890 до Златоуста, в 1892 году до Челябинска. Соединённые участки составили Самаро-Златоустовскую железную дорогу, управление которой было перенесено из Уфы в Самару. В состав дороги также вошли линии Рузаевка — Рязань (1884), Рузаевка — Сызрань (1898), Инза — Симбирск (1898), Сызрань — Батраки (1900), Часовня-Пристань — Мелекесс (1902), в 1911 году линия Часовня-Пристань — Мелекесс продлевается до Бугульмы, а в 1914 году до станции Чишмы. В 1898 году было открыто по узкоколейной железной дороге к Сергиевским Минеральным Водам, строительством дороги руководил инженер Н. Г. Гарин-Михайловский.
В 1930 годы осуществлена коренная реконструкция дороги, проведено усиление пути, прокладка вторых путей, получены новые паровозы серий Су, Эу, Эм, Эр, и немного позднее более мощные грузовые ФД и пассажирские ИС.
В 1936 году в состав дороги входит участок Дёма — Ишимбаево и присоединены участки Сызрань — Кузнецк и Сызрань — Инза.
В годы Великой Отечественной войны Куйбышевская железная дорога сыграла важную роль, связывая тыл с фронтом. Всего за годы войны на фронт доставлено 443 тыс. поездов (около 20 млн вагонов). Объём народно-хозяйственных грузов составил более 40 млн вагонов. На деньги, собранные тружениками магистрали в Фонд обороны (более 141 млн рублей), было построено 10 бронепоездов и 80 санитарных поездов. По Куйбышевской железной дороге на Урал, в Западную Сибирь, Поволжье и другие районы страны было перевезено оборудование 1 360 крупных промышленных предприятий, эвакуировано свыше 10 млн человек.
Во время войны на дороге осваивались новые методы работы: скоростное формирование поездов, безотцепочный ремонт вагонов, вождение тяжеловесных составов, отправление сдвоенных поездов. Для повышения пропускной способности участков с октября 1941 года была введена живая блокировка: в дневное время на перегонах были расставлены сигналисты на расстоянии 800 — 900 м друг от друга, которые ручными сигналами показывали машинистам, занят или свободен соседний участок. Таким образом устанавливалась очерёдность пропуска составов.

Моторвагонное депо «Безымянка»

В 1943-44 годах на дороге был электрифицирован для пригородных перевозок первый участок Куйбышев — Безымянка. Для обслуживания электропоездов было построено моторвагонное депо Безымянка (на 1113-м километре от Москвы, в 5 км восточнее станции Безымянка), и организовано два новых остановочных пункта электропоездов: Пятилетка и 139-й км (позднее Заводская, ныне Мирная) в непосредственной близости от вышеупомянутых заводов. Движение электричек было торжественно открыто 7 ноября 1944 года.
Срочная электрификация этого внутригородского участка железной дороги была вызвана необходимостью подвоза большого количества рабочих на эвакуированные оборонные заводы, в частности, авиационные заводы № 1 и № 18, находящиеся в нескольких километрах от станции Безымянка, в то время как жилого фонда там ещё не было и рабочие размещались в центре города, в районе старой Самары. Электрификация железной дороги стала важнейшим событием для Куйбышева, в связи с этим Железнодорожная улица, протянувшаяся вдоль железнодорожной линии от моторвагонного депо Безымянка в сторону посёлка Смышляевка, вскоре после войны получила название Электрифицированной, позже, в 1984 году, улица переименована в улицу Литвинова в честь В. Я. Литвинова, директора куйбышевского завода «Прогресс» с 1944 по 1962 годы,.

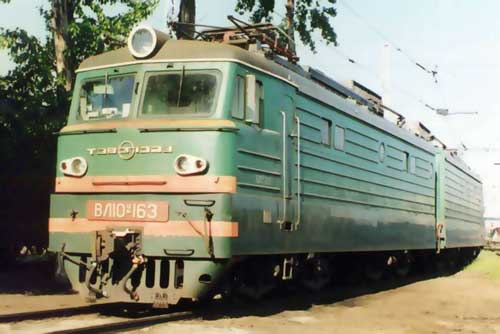
Электровоз ВЛ10^{У}−163 в депо Самара Куйбышевской дороги

В 1944 году было закончено строительство Волжской рокады Иловля — Саратов — Сызрань — Свияжск. Часть Волжской рокады от Громово до Цильны ныне относится к Куйбышевской железной дороге.
19 июля 1949 года на основании постановления Совета Министров СССР № 3108 от 16.07.1949 г. из состава дороги выделена Уфимская железная дорога, которая 14 июля 1959 года вошла обратно в состав дороги.
Планы по возведению гидроэлектростанции в среднем течении Волги потребовали строительства железнодорожной ветки к этой электростанции. Строительство Жигулевского хода началось в 1937 году, но в связи с войной было приостановлено. После войны оно было возобновлено в связи с началом строительства Жигулёвской ГЭС и было завершено вместе с окончанием строительства ГЭС.
В 1951 году электрифицированный пригородный участок был продлён до станции Смышляевка.
В течение долгого времени отсчёт расстояний на железной дороге в Самарском регионе шёл от станции Батраки. Остановочные пункты пригородных поездов носили такие названия (в скобках указаны названия, существующие с 1951-52 годов):
- 113 км (Конструкторская),
- 116 км (Соцгород),
- 120 км (Волгарь, позднее Красный Кряжок),
- 128 км (Речная),
- 130 км (Толевая),
- 133 км (Кирпичная, позднее Киркомбинат),
- 135 км (Стахановская),
- 137 км (Пятилетка),
- 139 км (Заводская, позднее Мирная).

В 1953 — 1954 годах был электрифицирован на постоянном токе участок Дёма — Кропачёво. К концу 1958 года электрифицирован участок Похвистнево — Куйбышев — Сызрань — Инза. Населённые пункты, находящиеся вблизи от железной дороги, впервые получали электроэнергию именно от линий, питающих тяговые подстанции.
14 июля 1959 года на основании постановления Совета Министров СССР № 748 от 13 июля 1959 г. в состав Куйбышевской дороги были включены Уфимская и Оренбургская железные дороги. Несколько позже линии Кинель — Оренбург — Илецк, Оренбург — Орск — Айдырля были переданы из Куйбышевской железной дороги в состав Южно-Уральской железной дороги.
В 1960 — 1970 годах на Куйбышевской дороге была реализована большая программа технического перевооружения: перевод дороги на электрическую и тепловозную тягу, реконструкция узлов и станций, укладка вторых путей. В эти годы проложено 430 км новых линий, 601 км вторых путей, 273 км станционных; электрифицировано 1369 км; включено в электрическую централизацию 5200 стрелок; оборудовано автоблокировкой более 1 тыс. км и диспетчерской централизацией более 1,5 тыс. км.
В 1971 году дорога награждена орденом Ленина.
В 1970-80-х годах на магистрали было построено 270 км новых линий, в том числе Белорецк — Карламан с выходом на Магнитогорск; уложено 525 км вторых путей, 259 км станционных; оборудовано электрической централизацией около 3700 стрелок; введена автоблокировка и диспетчерская централизация на новых участках; уложено 1682 км бесстыкового пути. Свыше 80 % грузооборота стало выполняться электрической тягой.
В октябре 2003 года вместе с остальными 16 дорогами России Куйбышевская магистраль вошла в состав ОАО «Российские железные дороги».
1 июля 2010 года дорога перешла на безотделенческую систему управления, в связи с чем были упразднены все четыре отделения и представительство в Татарстане.
В 2011 году закончилась реконструкция моторвагонного депо Безымянка в Самаре, в ходе которой оптимизированы производственные площади, создана поточная линия всех видов ремонта электросекций подвижного состава, реконструирован вагономоечный комплекс и другие производственные помещения. Обновлённое депо Безымянка позволит проводить обслуживание пригородных электропоездов Самарского, Пензенского и Башкирского регионов Куйбышевской железной дороги, а также обслуживать новые электропоезда «Ласточка», поступление которых ожидается в ближайшие 2-3 года.

## Структура
Железнодорожная сеть Куйбышевской железной дороги представляет собой две почти параллельные линии, идущие с запада на восток: Кустарёвка — Инза — Ульяновск и Ряжск — Самара, которые на станции Чишмы соединяются, образуя двухпутную линию, заканчивающуюся у отрогов Уральских гор. От станции Уфа идёт линия до станции Карламан, где разделяется на ветку в сторону Белорецка, Магнитогорска и на ветку в сторону городов Стерлитамака, Салавата, Мелеуза и Кумертау. От станции Аксаково идёт тупиковая ветка в Белебей которая не имеет пассажирского сообщения. Две другие линии дороги Рузаевка — Пенза — Ртищево и Ульяновск — Сызрань — Саратов идут с севера на юг. Границы дороги на этих линиях: Громово (Саратов — Сызрань), Кривозёровка (Пенза — Ртищево). Основные узловые станции дороги: Пенза, Сызрань, Октябрьск, Самара, Дёма, Кинель.
До 1 июля 2010 года в состав дороги входили шесть отделений: Пензенское (Пенза), Рузаевское (Рузаевка), Самарское (Самара), Башкирское (Уфа), Ульяновское (Ульяновск), а также представительство дороги в Татарстане (Набережные Челны). До 1994 года в состав Куйбышевской железной дороги также входило Сенновское отделение, упразднённое и включённое в состав Саратовского отделения Приволжской железной дороги.
1 июля 2010 года было образовано четыре региона:
- Башкирский (Уфа),
- Волго-Камский (Ульяновск),
- Пензенский (Пенза),
- Самарский (Самара).

В состав дороги входят локомотивные депо: Моршанск, Самара, Кинель, Октябрьск, Сызрань, Пенза, Дёма, Уфа, Стерлитамак, Ульяновск, Бугульма.
Граничит со следующими железными дорогами:
- Московской — по ст. Ряжск-2 исключительно, по ст. Морсово включительно, по ст. Кустаревка исключительно;
- Горьковской — по ст. Цильна включительно, по ст. Алнаши исключительно, по ст. Красный Узел исключительно;
- Приволжской — по ст. Громово включительно, по ст. Чагра включительно;
- Юго-Восточной — по ст. Пенза III включительно;
- Южно-Уральской — по ст. Кинель включительно, по ст. Кропачёво исключительно, по ст. Мурапталово включительно, по ст. Белорецк включительно.

## Начальники
Б. П. Бещев (1942—1944), В. К. Марташов (1945), М. И. Скалов (1945—1949), Е. И. Мальгинов (1949—1953), А. В. Охремчик (1953—1959), В. А. Гарнык (1959—1961), Д. С. Сугак (1961—1976), Г. И. Чернов (1976—1986), Э. С. Поддавашкин (1986—1992), А. С. Левченко (1992—2000 и 2007—2009), Е. М. Плохов (2000—2003), В. Г. Лемешко (2003—2007), С. А. Кобзев (2009—2011), Ш. Н. Шайдуллин (2012—2012), С. В. Соложенкин (2013—2016), Р. Ф. Сайбаталов (2016-2020), В.В. Дмитриев (с октября 2020).

## Происшествия
4 июня 1989 года в Башкирии на перегоне Аша — Улу-Теляк произошла крупнейшая в истории России и СССР железнодорожная катастрофа. В момент встречного прохождения двух пассажирских поездов № 211 Новосибирск — Адлер и № 212 Адлер — Новосибирск произошёл мощный взрыв неограниченного облака широких фракций лёгких углеводородов, образовавшегося в результате аварии на проходящем рядом продуктопроводе Западная Сибирь — Урал — Поволжье. Погибли 575 человек.
11 августа 2011 года произошло крушение на перегоне Ерал — Симская участка Кропачево — Иглино, вблизи границы Башкирии с Челябинской областью. Из-за отказа тормозов грузовой поезд № 2707, разогнавшись на крутом уклоне до скорости 136 км/ч, столкнулся с хвостом впереди идущего грузового поезда № 1933. В результате столкновения у поезда № 2707 сошли с рельсов 2 электровоза и 66 из 67 вагонов, погибли оба члена локомотивной бригады, у поезда № 1933 сошли с рельсов 3 последних вагона.